# I Wish It Would Rain Down
I Wish It Would Rain Down ist ein Popsong von Phil Collins aus dem Jahr 1989 mit Eric Clapton an der Gitarre, der in zahlreichen Ländern hohe Chartpositionen erreichte.

## Entstehung und Inhalt
I Wish It Would Rain Down wurde von Phil Collins selbst geschrieben und von ihm und Hugh Padgham produziert. Ein großer Gospelchor wird in der Ballade mit einigen Blueselementen verwendet. Eric Clapton übernahm die Leadgitarre. Collins erinnerte sich wie folgt: „I said '‚Eric, have I never asked you to play? Come on, I’ve got a song right up your street.‘“ („Ich sagte: ‚Eric, habe ich dich noch nie gefragt, ob du für mich spielst? Dann los, ich habe einen Song, der genau deine Baustelle ist.‘“) Collins habe gefühlt, dass es ein Clapton-Song sei.

## Kommerzieller Erfolg

### Chartplatzierungen
Der Song wurde am 8. Januar 1990 als zweite Single aus Collins’ Album …But Seriously ausgekoppelt. Er erreichte Platz drei der Billboard-Charts und Platz sieben im Vereinigten Königreich. In Deutschland und der Schweiz erreichte I Wish It Would Rain Down jeweils Platz acht und in Österreich Platz 26. Auch in zahlreichen anderen Ländern erzielte der Titel hohe Chartpositionen, darunter Platz eins in Kanada und Polen, Platz elf in Frankreich und Platz sieben in Schweden.
| ChartsChartplatzierungen       | Höchstplatzierung | Wochen |
| ------------------------------ | ----------------- | ------ |
| Deutschland (GfK)              | 8 (20 Wo.)        | 20     |
| Österreich (Ö3)                | 26 (3 Wo.)        | 3      |
| Schweiz (IFPI)                 | 8 (15 Wo.)        | 15     |
| Vereinigte Staaten (Billboard) | 3 (17 Wo.)        | 17     |
| Vereinigtes Königreich (OCC)   | 7 (9 Wo.)         | 9      |

| ChartsJahrescharts (1990)      | Platzierung |
| ------------------------------ | ----------- |
| Deutschland (GfK)              | 48          |
| Vereinigte Staaten (Billboard) | 56          |

### Auszeichnungen für Musikverkäufe
| Land/Region                  | Auszeichnungen für Musikverkäufe (Land/Region, Auszeichnung, Verkäufe) | Verkäufe |
| ---------------------------- | ---------------------------------------------------------------------- | -------- |
| Neuseeland (RMNZ)            | Gold                                                                   | 15.000   |
| Vereinigtes Königreich (BPI) | Silber                                                                 | 200.000  |
| Insgesamt                    | 1× Silber · 1× Gold ·                                                  | 215.000  |

Hauptartikel: Phil Collins/Auszeichnungen für Musikverkäufe

## Musikvideo
Im in Schwarz-Weiß gedrehten, 8:34 Minuten langen Musikvideo mit einer 2:30 Minuten langen Einleitung ohne Musik spielt Collins einen Schlagzeuger, der in einem Musiktheater vorübergehend von einem gelangweilt-tyrannischen Regisseur (Jeffrey Tambor) als Sänger gecastet wird. Collins, der mit einigen ironischen Elementen vorgestellt wird („He used to be a drummer in a really good band“, Anspielung auf Genesis), singt den Song, wird aber am Ende nicht genommen, da der Regisseur die „dancing girls“ bevorzugt. Zwischenzeitlich werden Collins’ Träume vom Erfolg in eingeblendeten Schlagzeilen von Zeitungen oder Szenen einer von ihm imaginierten Oscarverleihung dargestellt. Der Regisseur lobt nur den Gitarristen „Eric“, der allerdings in dieser Woche gekündigt hat, wie er zu seinem Leidwesen von seinem Assistenten erfährt. Das Video wurde bei YouTube über 53 Millionen Mal abgerufen (Stand: März 2025).

## Coverversionen
Coverversionen existieren von Jackie Moore und Brian McKnight.